# Episodi di Rick and Morty (seconda stagione)
La seconda stagione della serie animata Rick and Morty, composta da 10 episodi, è stata trasmessa negli Stati Uniti da Adult Swim, dal 26 luglio al 4 ottobre 2015.
In Italia la stagione è stata interamente pubblicata dal servizio di video on demand Netflix, il 26 ottobre 2016.
| nº | Titolo originale                        | Titolo italiano                   | Prima TV USA      | Pubblicazione Italia |
| -- | --------------------------------------- | --------------------------------- | ----------------- | -------------------- |
| 1  | A Rickle in Time                        | Nelle pieghe del tempo            | 26 luglio 2015    | 26 ottobre 2016      |
| 2  | Mortynight Run                          | Puzza di mezzanotte               | 2 agosto 2015     | 26 ottobre 2016      |
| 3  | Auto Erotic Assimilation                | Assimilazione auto erotica        | 9 agosto 2015     | 26 ottobre 2016      |
| 4  | Total Rickall                           | Total Rickall                     | 16 agosto 2015    | 26 ottobre 2016      |
| 5  | Get Schwifty                            | Sbrachiamoci insieme              | 23 agosto 2015    | 26 ottobre 2016      |
| 6  | The Ricks Must Be Crazy                 | S.P.Q.R.: sono pazzi questi Ricks | 30 agosto 2015    | 26 ottobre 2016      |
| 7  | Big Trouble In Little Sanchez           | Mini-Rick                         | 13 settembre 2015 | 26 ottobre 2016      |
| 8  | Interdimensional Cable 2: Tempting Fate | Tv via cavo interdimensionale 2   | 20 settembre 2015 | 26 ottobre 2016      |
| 9  | Look Who's Purging Now                  | La notte dello sfogo              | 27 settembre 2015 | 26 ottobre 2016      |
| 10 | The Wedding Squanchers                  | Il mio squanch matrimonio alieno  | 4 ottobre 2015    | 26 ottobre 2016      |

## Nelle pieghe del tempo
- Titolo originale: A Rickle in Time
- Diretto da: Wes Archer
- Scritto da: Matt Roller

### Trama
Sei mesi dopo gli eventi dell'episodio Ricksky business, Rick, Morty e Summer scongelano il tempo, da loro bloccato al termine dell'episodio. Questo causa delle notevoli complicazioni temporali: infatti loro tre non possono per un certo periodo toccare le altre persone e, non appena uno di loro si trova indeciso, causa una spaccatura che rompe il tempo e porta alla creazione di un'altra linea temporale, portando i tre protagonisti nella dimensione del gatto di Schrödinger, dove tutto è incerto. Nascono così innumerevoli realtà temporali e dovranno intervenire i mostri testicolo dalla quarta dimensione, per sistemare la situazione. Nel mentre Jerry e Beth investono un cervo, precedentemente colpito da un cacciatore, e toccherà a Beth salvargli la vita.
- Guest star: Keegan-Michael Key (mostro testicolo 1), Jordan Peele (mostro testicolo 2).
- Ascolti USA: telespettatori 2.120.000[1].

## Puzza di mezzanotte
- Titolo originale: Mortynight Run
- Diretto da: Dominic Polcino
- Scritto da: David Phillips

### Trama
Dopo aver lasciato Jerry all'asilo per Jerry, Rick e Morty si dirigono verso un pianeta alieno, dove Rick vende un'arma a Krombopulos Michael, un sicario alieno suo amico. Morty decide però di fermare Michael e, nel tentativo di bloccarlo, per sbaglio lo uccide. Successivamente, Morty prende la decisione anche di salvare quello che avrebbe dovuto essere il bersaglio del sicario, Puzzetta, una nuvola di gas con poteri telepatici.
- Guest star: Andy Daly (Krombopulos Michael), Jemaine Clement (Puzzetta).
- Ascolti USA: telespettatori 2.190.000[3].

## Assimilazione auto erotica
- Titolo originale: Auto Erotic Assimilation
- Diretto da: Bryan Newton
- Scritto da: Ryan Ridley

### Trama
Morty, Rick e Summer s'imbattono in Unità, un'unità collettiva che controlla le menti di un intero pianeta, vecchia fidanzata di Rick. Summer non è però d'accordo con i metodi di Unità, che, secondo lei, è libera di spadroneggiare su un intero pianeta e reprime le libertà individuali delle persone da lei controllate.
- Guest star: Christina Hendricks (Unità), Patton Oswalt (Beta 7).
- Ascolti USA: telespettatori 1.940.000[4].

## Total Rickall
- Titolo originale: Total Rickall
- Diretto da: Juan Meza-Leon
- Scritto da: Mike McMahan

### Trama
Mentre la famiglia sta facendo colazione, Rick uccide un parassita alieno che, impiantando falsi ricordi di sé, fa credere a tutti di essere lo zio Steve. Si scopre così che la casa è invasa di parassiti alieni mutaforma in grado di cambiare i ricordi e Rick decide di sigillarla, finché non scoprirà chi sono tutti i parassiti presenti. All'inizio, l'unico alieno presente è il finto zio Steve, ma sono presto raggiunti da altri alieni, tra cui il cugino Nicky, Dormi Gary (che si atteggia a marito di Beth e amante di Jerry), il maggiordomo di famiglia Mr. Beauregard, il mostro di Frankenstein e una matita parlante chiamata Pencilvester. Nell'episodio appare anche Mr. Buchetto per Popò, un insolito essere giallo che non è apparso in nessun episodio precedente, ma che sembra essere un amico di vecchia data. Alla fine, Morty scopre che i parassiti possono solo creare ricordi positivi, consentendo alla famiglia Smith di confermarsi l'un l'altro e uccidere tutti gli alieni. Mentre si siedono a cena, Beth spara a Mr. Buchetto per Popò, pensando che anche lui sia un parassita, ma si scopre che è reale.
- Guest star: Keith David (giraffa), Matt Walsh (Gary).
- Ascolti USA: telespettatori 1.960.000[4].

## Sbrachiamoci insieme
- Titolo originale: Get Schwifty
- Diretto da: Wes Archer
- Scritto da: Tom Kauffman

### Trama
Una testa aliena grande come un pianeta, un Cromulone, invade la Terra e la obbliga, portandola nella sua dimensione, a partecipare al proprio talent show musicale per pianeti, dove chi perde verrà disintegrato. Toccherà a Rick e Morty salvare la situazione, con l'aiuto del presidente americano e di Ice-T. Intanto sulla Terra un gruppo di persone, di cui fanno parte Summer, Jerry e Beth inizia a venerare le teste, fondando la religione Testista.
- Guest star: Keith David (presidente), Kurtwood Smith (generale Nathan).
- Ascolti USA: telespettatori 2.120.000[5].

## S.P.Q.R.: sono pazzi questi Ricks
- Titolo originale: The Ricks Must Be Crazy
- Diretto da: Dominic Polcino
- Scritto da: Dan Guterman

### Trama
A causa della batteria scarica, l'astronave non si avvia più e per questo, dopo aver incaricato l'astronave di proteggere Summer, Rick e Morty decidono di entrare dentro la batteria. Morty scopre così che Rick, all'interno di essa, ha creato un microverso, dove i suoi abitanti, che lo considerano un dio, producono l'energia necessaria alla batteria. Qui però gli abitanti non producono più l'energia a causa dello scienziato Zeep Xanflorp che, senza sapere di trovarsi anch'esso in un microverso, ha creato a sua volta, come nuova forma d'energia, un miniverso in una batteria. Zeep porta così Rick a visitare il suo miniverso.
- Guest star: Stephen Colbert (Zeep Xanflorp), Nathan Fielder (Kyle), Alan Tudyk (Chris).
- Ascolti USA: telespettatori 1.915.000[6].

## Mini-Rick

Mini-Rick, Morty e Summer.

- Titolo originale: Big Trouble In Little Sanchez
- Diretto da: Bryan Newton
- Scritto da: Alex Rubens

### Trama
Convinto da Summer, Rick decide di creare un clone di se stesso da giovane e di trasferirvi la propria mente. Potrà così diventare uno studente della scuola e aiutare Summer e Morty a dare la caccia a un vampiro che si trova all'interno di essa. Dopo l'omicidio del vampiro, il coach Feratu, Rick diventa molto popolare, facendo diventare popolari a loro volta anche i suoi nipoti. Intanto Beth e Jerry fanno terapia di coppia in una struttura aliena specializzata.
- Guest star: Jim Rash (Glaxo Slimslom), Alex Hirsch (Toby Matthews).
- Ascolti USA: telespettatori 1.970.000[6].

## Tv via cavo interdimensionale 2
- Titolo originale: Interdimensional Cable 2: Tempting Fate
- Diretto da: Juan Meza-Leon
- Scritto da: Dan Guterman, Ryan Ridley e Justin Roiland

### Trama
Jerry, dopo aver mangiato un frutto velenoso di Rick, viene portato in un ospedale alieno. Qui Rick modifica nuovamente il televisore, per ricevere e poter vedere, insieme a Morty e Summer, tutti i canali dalle varie dimensioni. Intanto a Jerry, dopo averlo guarito, viene chiesto di donare il suo pene a Shrimply Pibbles, l'uomo più importante dell'universo, che ha bisogno di un trapianto.
- Guest star: Werner Herzog (alieno in sedia a rotelle), Gary Cole (alieno dottore).
- Ascolti USA: telespettatori 1.790.000[7].

## La notte dello sfogo
- Titolo originale: Look Who's Purging Now
- Diretto da: Dominic Polcino
- Scritto da: Dan Harmon, Ryan Ridley e Justin Roiland

### Trama
Rick e Morty finiscono in un pianeta basato sulla cultura Amish, dove, una volta l'anno, gli abitanti sfogano tutta la loro rabbia repressa nella "notte dello sfogo", durante la quale tutti i reati sono permessi. Rick e Morty decidono così di osservare dall'alto questo evento ma, per salvare una giovane ragazza gatto di nome Arthricia decidono di scendere. Dopo essere stata salvata però, la ragazza li imbroglia e Rick e Morty si ritrovano coinvolti negli eventi. Per salvarsi dovranno chiedere a Summer di spedire loro, da casa, le armature da difesa.
- Guest star: Chelsea Kane (Arthricia).
- Ascolti USA: telespettatori 1.890.000[8].

## Il mio squanch matrimonio alieno
- Titolo originale: The Wedding Squanchers
- Diretto da: Wes Archer
- Scritto da: Tom Kauffman

### Trama
La famiglia viene invitata al matrimonio di Persuccello e Tammy. Dopo il matrimonio però si scopre che, in realtà, Tammy è un agente sotto copertura della Federazione Galattica, incaricata di arrestare Persuccello, Rick e tutti i loro alleati, colpevoli di essere dei guerrieri per la libertà. Per questo, dopo che Tammy uccide Persuccello e Squanchy si trasforma per affrontarla, Rick prende la sua famiglia e decide di scappare in un altro pianeta lontano dal loro. La famiglia inizia così una nuova vita su un piccolo pianeta simile alla Terra, fino a che, al termine dell'episodio, Rick, capendo di essere il colpevole di questa situazione, per permettere alla sua famiglia di tornare alla sua vecchia vita, si consegna alla Federazione e finisce nella prigione di massima sicurezza. Dopo i titoli di coda appare Mr. Buchetto per Popò, ancora in convalescenza per il colpo sparato da Beth nell'episodio Total Rickall, che dà appuntamento agli spettatori per la terza stagione.
- Guest star: James Callis (Pat Gueterman), Tricia Helfer (Donna Gueterman).
- Ascolti USA: telespettatori 1.840.000[9].